# Бустани, Бутрус
Бутрус (Пётр) аль-Бустани (араб. بطرس البستاني‎; январь 1819, Шуф, Ливан — 1 мая 1883, Бейрут) — арабский писатель, просветитель, учёный. Один из видных деятелей арабского возрождения. Отец Салима аль-Бустани и дядя Сулеймана аль-Бустани.

## Биография
Учился в маронитской духовной семинарии в Айн-Варке. Около 1840 года сблизился с американскими миссионерами в Бейруте и принял протестантизм.
В 1840-х годах организовал «Сирийское научное общество», выступал с призывами к прогрессу, реформе образа жизни, в том числе впервые среди арабов выдвинул лозунг эмансипации женщин.
В 1863 году открыл первую арабскую национальную школу «Аль-Мадраса аль-ватания» («Отечественное училище») для мальчиков. В 1870 году основал в Бейруте газету «Аль-Джанна» («Сад»), позднее — газету «Аль-Джунейна» («Садик») и журнал «Аль-Джинан» («Садовник»; «аль-бустани» — синоним «аль-джинан»). Объединил вокруг этих печатных органов группу прогрессивных арабских журналистов и писателей.
Автор многочисленных произведений, собранных в пяти сборниках и изданных в 1910 году. Главный автор и издатель энциклопедии «Даират аль-маариф» («Круг знаний», тома 1—6, 1876—1883, издание завершено Сулейманом Бустани). Составил толковый словарь арабского языка «Мухит аль-мухит» («Океан океанов», в двух томах, 1867—1870).